# Maria Komnīnaka
Maria Apostolou Komnīnaka (in greco Μαρία Αποστόλου Κομνηνάκα?; ...) è una politica greca, membro del Partito Comunista di Grecia.
Nel 2019 viene eletta deputata del Parlamento Ellenico.